# Ichneumon delator
Ichneumon delator là một loài tò vò trong họ Ichneumonidae.